# Diplomiranec (film)
Diplomiranec (angleško The Graduate) je ameriški romantični komično-dramski film iz leta 1967, ki ga je režiral Mike Nichols po scenariju Bucka Henryja in Calderja Willinghama. Temelji na romanu The Graduate Charlesa Webba iz leta 1963, ki ga je napisal kmalu po lastni diplomi na Williams Collegeu. Zgodba prikazuje 21-letnega Benjamina Braddocka (Dustin Hoffman), svežega diplomiranca brez življenjskega cilja, ki zapelje starejša ženska ga. Robinson (Anne Bancroft), nato pa se zaljubi v njeno hčer Elaine (Katharine Ross).
Film je bil premierno prikazan 22. decembra 1967. Naletel je na dobre ocene kritikov in prinesel več kot 104 milijonov USD prihodkov v Severni Ameriki ob 3-milijonskem proračunu, s čimer je 23. najdonosnejši film v Severni Ameriki. Na 40. podelitvi je bil nominiran za oskarja v sedmih kategorijah, tudi za najboljši film, osvojil pa je nagrado za najboljšo režijo. Nominiran je bil tudi za sedem zlatih globusov, od katerih je bil nagrajen za najboljši glasbeni ali komični film, igralko v glasbenem ali komičnem filmu (Bancroft), režijo in novo filmsko zvezdo (Hoffman in Ross). Osvojil je še štiri nagrade BAFTA, tudi za najboljši film. Leta 1998 ga je Ameriški filmski inštitut uvrstil na sedmo mesto lestvice stotih najboljših ameriških filmov. Leta 1996 ga je ameriška Kongresna knjižnica izbrala za ohranitev v okviru Narodnega filmskega registra zavoljo njegove »kulturne, zgodovinske ali estetske vrednosti«.

## Vloge
- Anne Bancroft kot ga. Robinson
- Dustin Hoffman kot Benjamin Braddock
- Katharine Ross kot Elaine Robinson
- William Daniels kot g. Braddock
- Murray Hamilton kot g. Robinson
- Elizabeth Wilson kot ga. Braddock
- Buck Henry kot hotelski uslužbenec
- Brian Avery kot Carl Smith
- Walter Brooke kot g. McGuire
- Norman Fell kot g. McCleery
- Alice Ghostley kot ga. Singleman
- Marion Lorne kot gdč. DeWitte